# Ivy Mike

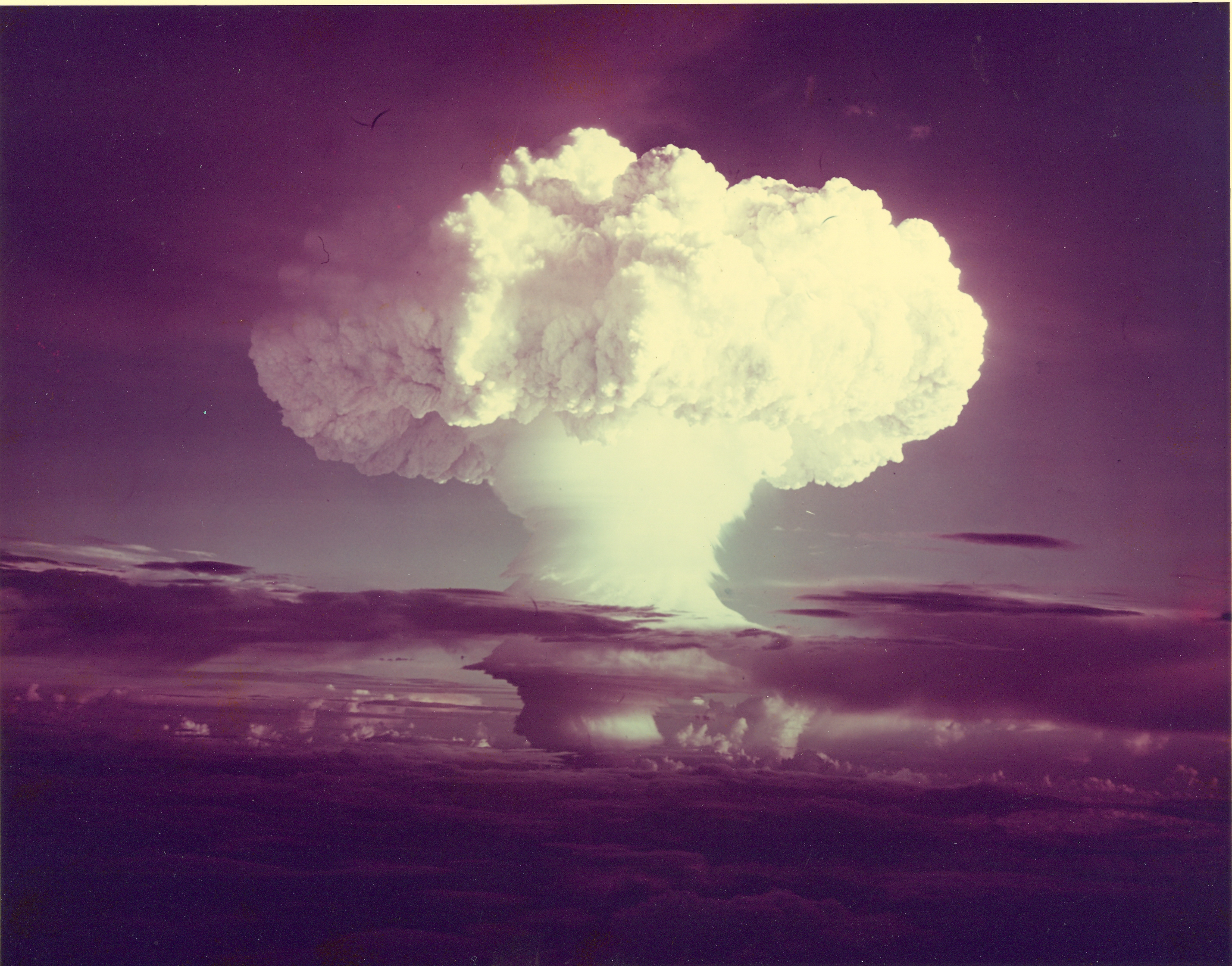
Hřibovitý oblak po výbuchu Ivy Mike

Ivy Mike bylo kódové jméno první americké termonukleární bomby. Počáteční písmeno slova Mike – M – znamenalo „megatuna“. Na této bombě se velmi významně podílel Edward Teller, proto se jí taky říkalo velká bomba Edwarda Tellera. Tato bomba byla velmi těžká – vážila 73,8 tuny nebo 82 „short tons“. Na rozdíl od pozdějších zařízení používala tekuté deuterium, které se nacházelo v nádobě, kde muselo být chlazené na velmi nízkou teplotu. Označení bomby bylo Sausage, což v překladu znamená klobása. Bomba byla taky velmi rozměrná – 6,19 metrů vysoká a 2,03 metrů v průměru. Sestávala z štěpné bomby TX-5, která měla kompozitní jádro U-235/Pu-239 a měla sílu něco málo pod 50 kilotun. To byla primární část. Sekundární, tedy ta termonukleární sestávala z duté, nejspíše plutoniové tyče, která sloužila k zapálení termonukleární fúze, kolem ní bylo kapalné deuterium, které bylo v cylindrické „Dewarově“ nádobě, která ho chladila. To bylo jako palivo pro termonukleární fúzi. Dále tam byl masivní asi 4,5 tunový obal sekundární části z přírodního uranu, který sloužil ke stlačení a ze kterého pocházela většina síly bomby (77 %), ale taky způsobil největší zamoření. Kolem toho byl tzv. radiační kanál, sestával z polyethylenu a olova, olovo bylo jako nepropustné pro záření a sloužilo ke stlačení sekundární části, polyethylen byl naopak velmi dobře propustný pro záření, protože se skládal pouze z vodíku a uhlíku a byl jako výplň vnitřku bomby. Toto obaloval masivní ocelový obal, který tvořil taky největší část hmotnosti bomby. Měl tloušťku stěn 10–12 palců (asi 25–30 cm).
Bomba detonovala 1. listopadu 1952 v 7:15 na atolu Eniwetok, který je součástí souostroví Marshallovy ostrovy, s mohutností 10,4 megatun. Vytvořila ohnivou kouli o průměru asi 3 kilometry. Hřibovitý oblak dosáhl během 90 sekund 17 kilometrů, minutu poté to bylo již 33 kilometrů. Pak se zastavila na 37 kilometrech a šířce hřibu 161 kilometrů. Výbuch vytvořil kráter o průměru 1,9 kilometru a hloubce 50 metrů. Silný neutronový tok během detonace vytvořil 2 nové prvky – einsteinium a fermium.